# Тилегант, Фридрих
Фридрих Тилегант (нем. Friedrich Tilegant; 18 мая 1910, Андербек, ныне в составе коммуны Хю, Гарц, Саксония-Анхальт, Германия — 18 февраля 1968, Пфорцхайм, Карлсруэ, Баден-Вюртемберг, ФРГ) — немецкий дирижёр.
Начинал учиться музыке как скрипач под руководством своего отца, затем переключился на дирижирование и учился в Берлине у Фрица Штайна и Пауля Хиндемита. В 1938—1941 годах работал в Пфорцхайме как дирижёр военного оркестра. По окончании Второй мировой войны вернулся в город как музыкальный педагог и организатор музыкальной жизни. К 1949 году смог собрать в городе оркестровый состав, в значительной степени из собственных учеников, для исполнения «Страстей по Матфею» Иоганна Себастьяна Баха. Этот опыт оказался успешным, и в 1950 году Тилегант объявил о создании Камерного оркестра Юго-Западной Германии, который и возглавлял до конца жизни. Под руководством Тилеганта оркестр принял участие в Зальцбургском фестивале (1960), совершил гастрольную поездку в ГДР (1964) и осуществил множество записей, в том числе с такими солистами, как Морис Андре, Франс Брюгген и Пауль Доктор; наибольшей известностью у специалистов пользуются записи «Бранденбургских концертов» Баха и сочинений Георга Филиппа Телемана.
1. ↑  Friedrich Tilegant // Discogs (англ.) — 2000.
2. 1 2  Bibliothèque nationale de France Friedrich Tilegant // Autorités BnF (фр.): платформа открытых данных — 2011.